# Ингода
Ингода́ (бур. Энгидэй гол) — река в Забайкальском крае России, левая составляющая Шилки (бассейн Амура). Длина реки — 708 км, площадь бассейна — 37,2 тыс. км².

## Описание
Берёт начало в хребте Хэнтэй. В верховьях течёт в узком ущелье, в среднем течении — по широкой котловине между хребтами Яблоновым и Черского, ниже впадения реки Читы прорезает хребет Черского и ряд невысоких горных хребтов, где долина её сужается. Сливаясь с Ононом, образует Шилку.
Питание главным образом дождевое. Среднегодовой расход воды в устье — 72,6 м³/с. Замерзает в начале ноября, вскрывается в конце апреля.
На реке Ингоде, при впадении реки Читы, стоит краевой центр город Чита.
Ниже Читы река судоходна для малотоннажных судов. По долине реки на большом своём протяжении проходит Транссибирская железнодорожная магистраль.
В долине реки Ингоды у Сухотинских скал на Титовской сопке в Ингодинском районе Читы нашли поселение культуры мустье Сухотино-1 (средний палеолит) и поселения эпохи верхнего палеолита Сухотино-2, 3, 4.

## Название
О происхождении названия реки высказано два мнения. От бур. ангида — «река, делающая поворот вправо» (Н. С. Тяжёлов). И от эвенк. инга — «песчаная или каменистая отмель; речная коса; галька, камень» и суффикса -гда — «только одна» (Г. М. Василевич). В первых сообщениях русских землепроходцев о реке, относящихся к 1651—1652 гг., река именуется Ингедой.

## Ихтиофауна
В Ингоде представлены рыбы амурского ихтиологического комплекса. Преобладающие виды — гольяны (амурский, Черского, обыкновенный), обыкновенный пескарь, горчаки (сорожки), чебак (амурский язь), краснопёр (амурский щукоголовый жерех), амурский сом, налим и др. Для малопроточных участков характерны конь-губарь, серебряный карась, вьюны, а для верховий и притоков — хариус, ленок, голец (из вьюновых), щиповки, бычки-подкаменщики. В XXI веке всё более обычными становятся чужеродные виды — обыкновенный окунь, ротан-головешка и др. Крайне редок таймень. В прошлом известны заходы осетровых в нижнее течение (например калуги до с. Маккавеево). Довольно редки в реке раки (особенно ниже г. Чита).

## Топографические карты
- Лист карты M-50-II Первомайский. Масштаб: 1 : 200 000. Издание 1966 г.
- Лист карты M-50-I Карымское. Масштаб: 1 : 200 000. Состояние местности на 1973 год. Издание 1985 г.
- Лист карты M-49-VI Черновские Копи. Масштаб: 1 : 200 000. Состояние местности на 1973—1977 год. Издание 1986 г.
- Лист карты N-49-XXXVI. Масштаб: 1 : 200 000. Состояние местности на 1979 год. Издание 1986 г.
- Лист карты M-49-V Яблоново. Масштаб: 1 : 200 000. Состояние местности на 1965—1975 год. Издание 1985 г.